# Мартоне, Марио
Марио Мартоне (Неаполь, 20 ноября 1959) — итальянский режиссёр театра и кино, сценарист.

## Биография
Марио Мартоне начал свою художественную карьеру в театре, где поставил свой первый спектакль, «Faust o la quadratura del cerchio», в 1976 году. Два года спустя, при поддержке и спонсорстве университета, в декабре 1977 года он, совестно с актёром Андреа Ренци (ит.), а затем и с Франческа Ла Рокка, Аугусто Мелизурго и Федерика делла Ратта Ринальди основал группу Nobili di Rosa. Группа берет своё название от древней алхимической монеты. Среди спектаклей Nobili di Rosa числятся «l’Incrinatura» и «Avventure al di là di Thule». В феврале 1979 года Nobili di Rosa была реорганизована в Falso Movimento (ит.). В новый состав вошли кинорежиссёры Анджело Курти и Паскуале Мари (ит.). Среди её спектаклей — «Отелло» 1982 года, «Ножи в сердце» Берлтольта Брехта 1986 года, «Возвращение в Альфавиль» Жан-Люк Годара 1986 года. Также в 1986 году группа Falso Movimento объединилась с «Il Teatro dei Mutamenti» Антонио Нейвиллера (ит.) и «Театральной студией» Казерты Тони Сервилло, давшей начало Teatri Uniti (ит.). В новом составе группа ставит «Филоктет» Софокла в 1987 году и Ричард II Шекспира в 1993 году.
Режиссёрский дебют Мартоне состоялся в 1980 году с короткометражным фильмом, спонсированным Банком Неаполя. Только через 12 лет, в 1992 году, он представил широкой публике свой первый полнометражный фильм «Смерть неаполитанского математика» (ит.), основанного на истории математика Ренато Каччиопполи (ит.), который стал лауреатом специального приза жюри (ит.) на Венецианском кинофестивале. В 1993 году снял фильм-адаптацию «Бритва» (ит.), вдохновлённую спектаклем, ранее поставленным в театре Меркаданте (ит., 1990).
Три года спустя снял свой второй фильм, «Любовь утомляет» (ит.), участвовавший в конкурсе Каннского кинофестиваля и получивший итальянскую премию Давид ди Донателло. Фильм Мартоне имеет суровый, принципиальный характер. В 1997 году он поставил эпизод «La salita» в фильме «Жители Везувия» (ит.), который принёс ему не только славу, но и создал вокруг него много споров (в том числе и вопросы со стороны парламента): прототипом для совершенного мэра, управляющего таким непростым город как Неаполь, был Антонио Бассолино. В 1998 году Мартоне снял художественный фильм «Театр войны» (ит.).
С 1999 по 2001 годы занимал должность художественного руководителя театра Арджентина в Риме. С 2003 года является содиректором театра Стабиле в Неаполе (ит.).
В 2001 году получил режиссёрский опыт коллективного создания фильма «Другой мир возможен» (ит.), который был снят в дни протеста (ит.) во время встречи Большой восьмерки в Генуе.
В 2004 году снял фильм, основанный на романе Гоффредо Паризе (ит.) «Вкус крови» с Микеле Плачидо и Фанни Ардан.
С 2007 по 2017 год являлся художественным руководителем театра Стабиле в Турине (ит.), прежде чем передать должность Валерио Бинаско (ит.).
Осенью 2010 года в итальянский кинопрокат был выпущен фильм «Мы верили» (ит.) по одноименному роману Анны Банти, который в 2011 году выиграл Золотую Алебарду (ит.) за лучший фильм и лучший сценарий. В том же 2011 году режиссёр получил премию в области карьеры на фестивале итальянского кино в Мадриде (ит.). В январе 2011 года поставил «Сельскую честь» и «Паяцев» в театре Ла Скала в Милане. Также успех снискали такие постановки оперы, как «Так поступают все» (с Клаудио Аббадо), «Свадьба Фигаро» и «Дон Жуан» Моцарта, «Матильда ди Шабран», «Торвальдо и Дорлиска» (ит.) и «Аврелиан в Пальмире» (ит.) Джоаккино Россини (оперный фестиваль Россини (ит.) в Пезаро), «Фиделио» Бетховена и «Шарлотта Корде» (ит.) Лоренцо Ферреро (ит.).
В том же 2011 году Мартоне поставил «Нравственные очерки» (ит.) Джакомо Леопарди и получил премию «La Ginestra» имени Джакомо Леопарди за способность восстановить связи поэта из Реканати с нашим временем. В следующем году он получил степень доктора наук по языкам кино- и медиа-спектаклей в университете Калабрии (ит.).
28 апреля 2012 года в Реканати был анонсирован фильм, посвященный жизни Джакомо Леопарди: «Невероятный молодой человек» (ит.) был представлен на Венецианском кинофестивале 1 сентября 2014 года и имел большой успех у публики и критиков.
В апреле 2017 года было объявлено, что запланирован телевизионный сериал о жизни Эдуардо Де Филиппо, действия которого будут проходить в Неаполе начала двадцатого века. Для театра Ла Скала Мартоне поставил оперу «Андре Шенье» (дирижёр Рикардо Шайи), открывшую театральный сезон Ла Скала 2017/2018 с участием международных звезд — Анной Нетребко и её мужем Юсифом Эйвазовым.

## Фильмография

### Фильмы
- Смерть неаполитанского математика (1992)
- Бритва (1993)
- Удивительные истории (эпизод «Антонио Мастронунцио, самнитский художник», 1994)
- Любовь утомляет (1995)
- Жители Везувия (эпизод «Восхождение», 1997)
- Театр войны (1998)
- Вкус крови (2004)
- Мы верили (2010)
- Невероятный молодой человек (2014)
- Пастораль Чиленто (2015)
- Революция на Капри (2018)
- Мэр района Санита (2019)
- Король смеха (2021)
- Ностальгия (2022)
- Массимо Троизи: Кто-то там внизу любит меня (2023)

### Театр
- Смерть Дантона (2017)
- Мэр района Санита (2018)

## Награды
- Командор ордена «За заслуги перед Итальянской Республикой» (9 декабря 2014 года)[9]

### Кино
- Давид ди Донателло 1993 — Лучший дебютировавший режиссёр за «Смерть неаполитанского математика»
- Давид ди Донателло 1995 — Лучший режиссёр за «Любовь утомляет»
- Давид ди Донателло 2011 — Лучший фильм за «Мы верили»
- Давид ди Донателло 2011 — лучший сценарий за «Мы верили»
- Серебряная лента 1993 — Лучший дебютировавший режиссёр за «Смерть неаполитанского математика»
- Серебряная лента 2011 — Фильм года за «Мы верили»
- Серебряная лента 2015 года — Фильм года за «Невероятный молодой человек»
- Венецианский кинофестиваль 1992 — Серебряный лев — Премия Большого жюри за «Смерть неаполитанского математика»
- Золотая Алебарда 2011 — лучший фильм за «Мы верили»
- Золотая Алебарда 2011 — лучший сценарий за «Мы верили»